# Ornaattachuri
De ornaattachuri (Tachuris rubrigastra) is een zangvogel uit de familie Tyrannidae (tirannen).

## Verspreiding en leefgebied
Deze soort komt voor in het westen, zuiden en zuidoosten van Zuid-Amerika. Er zijn vier ondersoorten:
- T. r. alticola: zuidoostelijk Peru, westelijk Bolivia en noordwestelijk Argentinië.
- T. r. libertatis: westelijk Peru.
- T. r. loaensis: noordelijk Chili.
- T. r. rubrigastra: zuidoostelijk Brazilië, Paraguay, Uruguay, Argentinië en westelijk Chili.

## Status
De grootte van de populatie is niet gekwantificeerd maar de soort wordt omschreven als algemeen. Op de Rode lijst van de IUCN heeft deze soort de status niet bedreigd.